# でっかい太陽
『でっかい太陽』（でっかいたいよう）は、1967年に公開された東宝製作、夏木陽介主演の日本映画で『これが青春だ!』に続く青春学園シリーズの第2作。併映作は須川栄三監督『颱風とざくろ』。

## 概要
1965年10月から1年間、日本テレビ系列で放送され大人気となった夏木陽介主演の『青春とはなんだ』をテレビ版のメインスタッフ、キャストで映画化した青春学園映画『これが青春だ!』に続く第2作。前作に引き続き監督の松森健と須崎勝弥のテレビ版でのストーリーを元にした脚本で撮られている。ただし、キャストに関しては主演の夏木陽介、藤山陽子の教師コンビ以外の生徒たちは一新されて、三遊亭門下の若手落語家や酒井和歌子など東宝の新人女優たちになった。主題歌は、引き続き布施明の歌うテレビ版『青春とはなんだ』の主題歌、挿入歌の「若い明日」と「貴様と俺」が使われた。ライバル校の女教師に日活映画版『青春とはなんだ』でマドンナ教師に扮した十朱幸代が出演し、十朱久雄と教師と校長の間柄という形で親子共演をしている。
テレビ版『青春とはなんだ』における須崎勝弥脚本の第14話「フェアプレイ」、第41話「この日を永遠に」などのエピソードが使われている。
東宝ビデオよりVHSビデオ（製品番号：TG1455）が発売されていた。

## ストーリー
利根川をはさんでいる北高と南高は、長年対立しており両校の生徒は、何かあると喧嘩を繰り返していた。由木真介（夏木陽介）は南高に英語教師として赴任する途中、河原で争う生徒たちに巻き込まれて、騙された形で北高に味方してしまう。怒った南高の中村校長（十朱久雄）によって由木の採用は取り消されるが、ライバルの北高の大久保校長（東野英治郎）はこれ幸いと由木は採用する。実は、赴任する際の観光船上で出会って由木を見込んでいたのだった。両校の対立をばかばかしく感じる由木の味方になったのが、親友同士の北高美術教師の早苗（藤山陽子）と、南高美術教師のかおり（十朱幸代）だった。だが由木を好きになった二人はかえって対立してしまう。しかし、北高生の玉木（大沢健三郎）と南高生の桃代（酒井和歌子）の仲の良いカップルを見習って仲直りするのだった。由木は両校の対立をなくする手段としてサッカーを使うことにする。南高の体育教師猿丸（犬塚弘）をたきつけサッカー部をつくらせお互いに猛練習を開始し、一度は試合を行なうが乱闘となって両校のサッカー部は解散させられる。だが、由木らの努力で両校のサッカー部が再結成され、再試合の約束も取り交された。そんな折、試合直前になって玉木のせいで南高ゴールキーパー（小柳徹）が事故で足の骨を折ってしまう。責任を感じた玉木は南校のゴールキーパーを買って出るのだが、南校のメンバーたちは北校の策略だと玉木にボールを触らせないように試合を始めるのだった。

## 出演
- 夏木陽介 - 由木真介（北校英語教師）
- 藤山陽子 -  町田早苗（北校美術教師）
- 十朱幸代 -  相馬かおり（南校美術教師）
- 酒井和歌子 -  本田桃代（南校生徒）
- 大沢健三郎 -  玉木正夫 （北校生徒）
- 東野英治郎 -  大久保甚平（北校校長）
- 藤木悠 -  赤松教頭（北校）
- 十朱久雄 -  中村校長（南校）
- 犬塚弘 -  猿丸三平 （南校体育教師）
- 曾我廼家五郎八 -  佃伝吉
- 賀原夏子 -  佃ハツ
- 三遊亭歌奴 -  西山巡査
- 小池正史 -  庄司一郎
- 小柳徹  - 久米
- 三遊亭歌一 -  丸山信一
- 三遊亭歌二 -  加来金太郎
- 三遊亭町奴 -  〆田
- 宮内恵子 -  浦島悦子
- 美保くるり -  田中京子
- 遠山智英子 -  ユリ
- 富永幸子 -  みどり
- 北島マヤ -  久江
- 西条康彦 - バスの運転手
- 浦山珠実 -  バスの車掌
- 草川直也
- 木浪茂
- 江上二三夫
- 剱田孝雄
- 阿部敏夫
- 田中信博
- 杉山浩二
- 五十嵐のぼる
- 赤塚真人  -  北校生徒

## 関連事項
- 1967年の日本公開映画